# HMAS Cerberus
La base navale Cerberus (ou HMAS Cerberus) est un centre d'entrainement de la Royal Australian Navy, situé à Crib Point sur la péninsule de Mornington, au sud de Melbourne (Victoria, Australie).

## Histoire
Le site de la base navale a été acheté en 1911 et donne dans la Baie de Western Port. Ouvert en 1920, il porta d'abord le nom de Flinders Naval Depot. C'est en 1963 que la base prit le nom de HMAS Cerberus.
De 1930 à 1958, elle abrita le Naval College Royal Australian. Puis ce centre de formation déménagea  à HMAS Creswell.